# On (empresa)
A On é uma empresa de calçados e roupas esportivas de alto desempenho originária da Suíça que projeta e comercializa roupas esportivas e tênis de corrida.
Em 2019, a empresa detinha 40% do mercado de calçados de corrida na Suíça e 10% na Alemanha.
Em meados de 2020, foi relatado que os calçados esportivos da On estavam disponíveis em 6.000 varejistas em 55 países em todo o mundo, sendo os Estados Unidos seu maior mercado único. De acordo com a empresa de pesquisa de mercado NPD, a On possui 6,6% da categoria de tênis de corrida de desempenho nos Estados Unidos.
O tenista suíço Roger Federer tornou-se acionista da On AG em novembro de 2019. Um calçado casual de edição limitada chamado “The Roger” foi posteriormente lançado pela empresa em julho de 2020.